# Richard von Schoeller
Richard von Schoeller (13. srpna 1871, Čakovice – 22. června 1950, Vídeň) byl podnikatel, průmyslník a vedoucí osobnost v průmyslovém a bankovním koncernu rodiny Schoellerů působícím ve střední Evropě.

## Rodina
Narodil se v Čakovicích jako syn průmyslníka Phillipa Johanna von Schoellera (1835–1892). S manželkou Emmou roz. Siedenburg (1873–1956) měl dcery Dorotheu (* 1896) a Felicitals (1900–1975).

## Profesní kariéra
Po německé reálce v Praze a po absolvování zemědělské školy v Halle nad Sálou byl Richard von Schoeller zaměstnán v rodinných cukrovarech v Čechách a na Moravě. V roce 1900 se stal spolumajitelem banky a velkoobchodu Schoeller & Co. ve Vídni, odkud vedl podnikání v několika železářských firmách v Rakousku a zřízení zahraničních filiálek. Po smrti bratrance Paula Eduarda von Schoellera převzal v roce 1920 vedení celého impéria rodiny Schoellerů.
Ve 20. letech 20. století expandovali Schoelerové pod jeho vedením v sektoru mlynářství a pivovarnictví. V roce 1933 ukončil ze zdravotních důvodů aktivní činnost, a protože neměl žádné mužské potomky, předal vedení koncernu svému synovci Phillipu Aloisi Schoellerovi.
V roce 1925 byl jmenován čestným akademikem Technické univerzity ve Vídni a v roce 1938 komerčním radou.